# Klimaatfonds
Een Klimaatfonds is een – meestal internationaal – fonds waarmee financiële middelen worden verzameld om een gemeenschap, streek of land – veelal in de ontwikkelingslanden – aan te passen (adaptatie) aan de gevolgen van de klimaatverandering, of om de uitstoot van broeikasgassen in de wereld tegen te gaan of te milderen (mitigatie). De donateurs van een klimaatfonds kunnen regeringen of andere overheden zijn, maar ook ondernemingen of privé-personen. Enkele van de meest recente fondsen, zoals het Adaptation Fund, worden gespijsd door heffingen, in plaats van of naast donaties. Alle financiering in het kader van de klimaatverdragen worden gecoördineerd door het UNFCCC.

## Adaptation Fund
Het Adaptation Fund is een internationaal fonds dat projecten en programma's financiert die bedoeld zijn om ontwikkelingslanden te helpen zich aan te passen aan de schadelijke effecten van klimaatverandering. Het fonds werd in 2001 opgezet onder het Kyoto-protocol van het Klimaatverdrag, en officieel gelanceerd op de klimaatconferentie van Marrakech (COP7, 2007). 
Het fonds zou vooral gefinancierd worden door inkomsten uit het – overigens omstreden - Clean Development Mechanism. 

## Climate Investment Funds
Onder de naam Climate Investment Funds (CIF) werd in 2008 op verzoek van de G8 en de G20 een multilateraal klimaatinvesteringsfonds opgericht. Met bijdragen van 14 donorlanden steunt het CIF meer dan 350 projecten in 72 landen met lage en middeninkomens die in de frontlinie van de klimaatcrisis staan. De projecten moeten helpen de gevolgen van de klimaatverandering te bestrijden en de overgang naar een koolstofarme economie te versnellen. 

## Global Environment Facility
Onder de naam Global Environment Facility (GEF) werd op de Top van de Aarde van Rio in 1992 een wereldmilieufonds opgericht om de meest dringende milieuproblemen van onze planeet te helpen aanpakken. De GEF verenigt 184 landen in een partnerschap met internationale instellingen, maatschappelijke organisaties (CSO's) en de particuliere sector. Sinds 1992 heeft het GEF bijna 20,5 miljard dollar aan subsidies verstrekt en nog eens 112 miljard dollar aan medefinanciering voor ruim 4.800 projecten in 170 landen. Er is ook een programma voor kleine subsidies (Small Grants Programme, SGP) waarmee bijna 24.000 plaatselijke initiatieven in 133 landen werden ondersteund.  
Het wereldmilieufonds (GEF) fungeert ook als financieel mechanisme voor de volgende verdragen: 
- Biodiversiteitsverdrag
- Klimaatverdrag (UNFCCC)
- Desertificatieverdrag
- Verdrag van Stockholm inzake persistente organische verontreinigende stoffen
- Minamataverdrag (kwik)
- Montrealprotocol (ozon) (officieus)

## Green Climate Fund
Het Green Climate Fund is een fonds van de Verenigde Naties, meer specifiek van de UNFCCC, dat als doel heeft geld te herverdelen van ontwikkelde landen naar ontwikkelingslanden. Het geld moet gebruikt worden om aanpassingen aan een veranderend klimaat te betalen en maatregelen te nemen om verdere klimaatverandering tegen te gaan. Het fonds wordt gevuld door landen en door de industrie.
In 2009 werd in het Akkoord van Kopenhagen vastgesteld dat er een groen fonds zou komen. Een jaar later, tijdens de klimaatonderhandelingen in Cancun, werd het fonds daadwerkelijk opgericht. Het fonds is gevestigd in Incheon, Zuid-Korea. Het bestuur bestaat uit 24 personen.
Men probeert het fonds te vullen met een bedrag van $100 miljard in het jaar 2020, maar dit is geen bindend bedrag. Het fonds was tot eind 2014 nog redelijk leeg. In de aanloop naar de klimaatonderhandelingen in 2015 in Parijs deden enkele grote landen beloftes om bij te dragen aan het fonds. De Verenigde Staten leggen $3,0 miljard in, Japan $1,5 miljard, Zweden $550 miljoen en Nederland €100 miljoen.

## Overige klimaatfondsen
Een van de oudste klimaatfondsen is het Global Environment Facility Trust Fund, ontstaan in 1991. Na het Klimaatverdrag van 1992 ontstonden meerdere klimaatfondsen, al dan niet met “milieu” of “duurzaam” in de titel.